# Ghiacciaio Enravota
Il ghiacciaio Enravota (in inglese Enravota Glacier) è un ghiacciaio lungo 10 km e largo 3,5, situato sulla costa di Nordenskjöld, nella parte orientale della Terra di Graham, in Antartide. In particolare, il ghiacciaio si trova a sud-ovest del ghiacciaio Vrachesh e a nord delle pendici del ghiacciaio Drygalski e da qui fluisce verso sud-est, scorrendo lungo il versante meridionale della dorsale di Ruth, fino ad unire il proprio flusso a quello del ghiacciaio Drygalski a est dei nunatak di Bekker.

## Storia
Il ghiacciaio Enravota è stato così battezzato dalla Commissione bulgara per i toponimi antartici in onore di San Boyan-Enravota, un principe bulgaro del nono secolo nominato santo.